# Ohilimia albomaculata
Ohilimia albomaculata là một loài nhện trong họ Salticidae.
Loài này thuộc chi Ohilimia. Ohilimia albomaculata được Tord Tamerlan Teodor Thorell miêu tả năm 1881.